# Fontanges
Fontanges település Franciaországban, Cantal megyében. Lakosainak száma 208 fő (2022. január 1.). Fontanges Le Fau, Saint-Martin-Valmeroux, Saint-Paul-de-Salers és Saint-Projet-de-Salers községekkel határos.

## Népesség
A település népességének változása:
| Lakosok száma | 454  | 307  | 292  | 223  | 209  | 205  | 199  | 200  | 201  | 208  |
|               | 1968 | 1982 | 1990 | 2006 | 2013 | 2015 | 2017 | 2019 | 2020 | 2022 |